# Ibieca
Ibieca – gmina w Hiszpanii, w prowincji Huesca, w Aragonii, o powierzchni 14,94 km². W 2011 roku gmina liczyła 113 mieszkańców.